# Lütjenwestedt
Lütjenwestedt (niederdeutsch: Lüttenwiste) ist eine Gemeinde im Kreis Rendsburg-Eckernförde in Schleswig-Holstein. Steenhorn, Grenzhof, Ziegelei, Wikhorn, Baß, Helenental, Born, Gravenstein und Schäphorst liegen im Gemeindegebiet.

## Geografie und Verkehr
Lütjenwestedt liegt etwa 25 km südöstlich von Heide in einer ländlichen Umgebung. Nördlich der Gemeinde verläuft der Nord-Ostsee-Kanal, etwa 11 km südlich die Bundesstraße 430 von Neumünster in Richtung Meldorf und etwa 12 km südwestlich die Bundesautobahn 23 von Hamburg nach Heide.

## Politik

### Gemeindevertretung
Bei der Kommunalwahl am 14. Mai 2023 wurden insgesamt neun Sitze vergeben. Diese fielen erneut alle an die Kommunale Wählergemeinschaft Lütjenwestedt. Die Wahlbeteiligung betrug 59,0 %.

## Wirtschaft
In der überwiegend landwirtschaftlich geprägten Gemeinde gibt es einige Handels- und Gewerbeunternehmen.
Im Norden des Gemeindegebietes  an der Mündung der Haaler Au liegen Teile des NATURA 2000-Gebietes FFH-Gebiet Haaler Au und des europäischen Vogelschutzgebietes Haaler Au.